# Pardosa knappi
Pardosa knappi är en spindelart som beskrevs av Charles Denton Dondale 2007. Pardosa knappi ingår i släktet Pardosa och familjen vargspindlar. Inga underarter finns listade i Catalogue of Life.